# Schneckenstein (Fels)
Der Schneckenstein ist ein etwa 23 Meter hoher Felsen nahe der Siedlung Schneckenstein in Sachsen. Er erreicht eine absolute Höhe von 883 Meter über dem Meeresspiegel und liegt im Waldgebiet zwischen Klingenthal, Muldenberg und Tannenbergsthal im südöstlichen Vogtland am Übergang zum Westerzgebirge. Bekannt wurde der Felsen durch seinen eigentümlichen geologischen Bau und den damit verbundenen Reichtum an Topas. Der Felsen bildet mit dem Mineralienzentrum Schneckenstein und der Grube Tannenberg die „Topaswelt Schneckenstein“.

## Geschichte
Bekannt ist der Felsen nachweisbar seit dem 17. Jahrhundert, über die Entstehung des Namens gibt es mehrere Vermutungen, man kann heute davon ausgehen, dass er von seiner ursprünglichen Gestalt kommt. 1727 entdeckte Christian Kraut aus Auerbach die Topase am Schneckenstein. In vielen Quellen wird er fälschlicherweise als Tuchmacher bezeichnet. Zwischen 1734 und 1800 baute am Schneckenstein die Zeche Königskrone Topase ab, wobei rund zwei Drittel des ursprünglichen Felsens abgetragen wurden. 1800 wurde der Felsen der Bergakademie Freiberg als Forschungsobjekt übergeben. Seit 1938 steht der Felsen als Naturdenkmal unter Schutz. Der Felsen ist ein beliebter Aussichtspunkt, aber auch immer wieder das Ziel von „Hobbymineralogen“ und Plünderern. Zu DDR-Zeiten, ab 1973, war der Felsen eingezäunt und nicht mehr zu betreten. Nach der Wiedervereinigung wurde der Zaun abgebaut und der Felsen für Besucher wieder zugänglich gemacht. Allerdings musste er nach kurzer Zeit erneut eingezäunt werden. Heute ist der Felsen bewacht und kann zu bestimmten Tageszeiten auch innerhalb der Umzäunung betreten werden. Der Schneckenstein wurde im Juni 2021 im Rahmen des DGGV-Projektes 30 Geotope3 von Studierenden und Mitarbeitern der Universität Bonn mit Drohnen beflogen, um aus den Daten ein 3D-Modell zu generieren.

## Geologie und Geografie

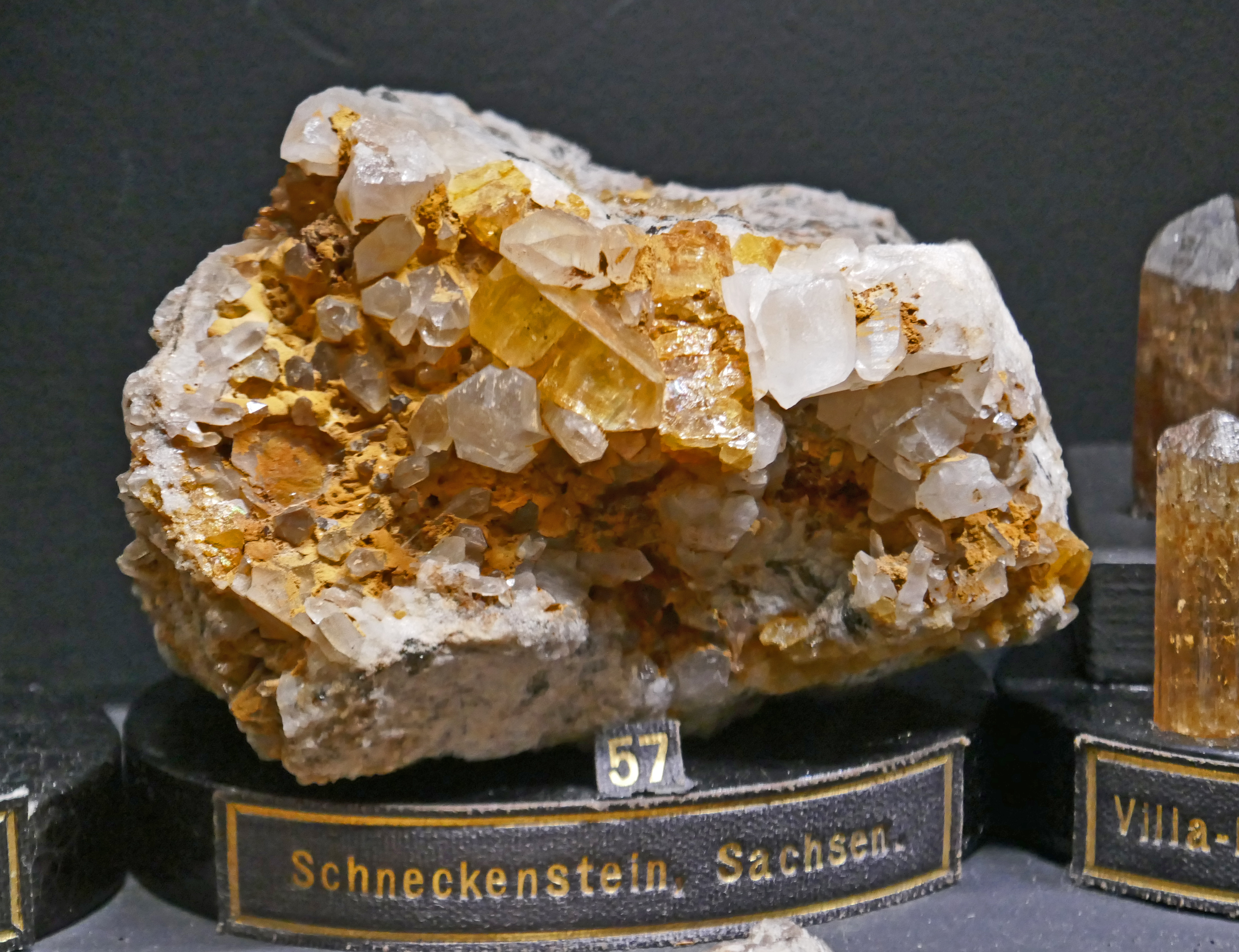
Topas vom Schneckenstein, Historische Mineralsammlung im Naturkundemuseum Joanneum in Graz

Der Schneckenstein ist ein Quarz-Topas-Brekzienfels in kontaktmetamorphen kambrischen Schiefern nahe dem Kontakt zum Eibenstocker Granit. Der Gesteinskörper fällt schlauchförmig sehr steil nach Osten ein. Seine Entstehung liegt in der Spätphase der  variszischen Gebirgsbildung. Durch die Intrusion des Eibenstocker Granites wurden die Schiefer zunächst kontaktmetamorph überprägt und in Quarz-Turmalin-Schiefer umgewandelt. Nachfolgend kam es zu einem eruptiven Ereignis, bei dem das Gestein brekziiert wurde. Die eingeregelten Schieferbruchstücke weisen auf ein „sanfteres“ und weniger auf ein explosionsartiges Ereignis hin. Anschließend kam es zu einer Vergreisung, bei dem das brekziierte Gestein mit Quarz und Topas verkittet wurde. Nach der Teufe nimmt die Topasführung zu Gunsten von Turmalin ab. In geringeren Mengen treten auch Kassiterit und Sulfide auf.
Die benachbarte Zinnerzgrube Tannenberg untersuchte den Brekzienkörper Anfang der 1960er-Jahre im Rahmen ihrer Zinnerzerkundung. In etwa 80 m unter der Tagesoberfläche wurde der Brekzienkörper mit einer Strecke durchfahren und durch mehrere Querschläge und Bohrungen horizontal aufgeschlossen. Der Körper hatte hier eine nierenförmige Gestalt, sowie eine durchschnittliche Ausdehnung WNW-OSO von 110 m, und WSW-ONO von 35 m. An der Tagesoberfläche weist der Brekzienkörper im Gegensatz hierzu eine eher ovale Form, mit ähnlichen Ausmaßen auf. Die Brekzie sowie der porphyrische Aufstiegsschlot wurde durch Bohrungen bis etwa 450 m Tiefe bis zum Granitkontakt nachgewiesen. Ihre Ausmaße unterschieden sich hierbei erheblich von denen an der Tagesoberfläche und im bergmännisch aufgeschlossenen Bereich. Diese Art von Trümmerbrekzie ist neben zwei weiteren kleineren Vorkommen westlich des Felsens in Europa einmalig. Ein vergleichbares Gestein ist nur noch vom Mount Bischoff auf Tasmanien bekannt.
Die Einordnung des Schneckensteins als Berg ist nicht ganz unproblematisch. Zwar wird er auf vielen Karten und literarischen Werken als Berg angegeben, dies ist jedoch hauptsächlich auf seinen Bekanntheitsgrad und seine touristische Bedeutung zurückzuführen. Geomorphologisch besitzt der Felsen keinerlei Bedeutung und hebt sich allein wegen seiner geologisch härteren Struktur von seiner Umgebung, einem flach nach Norden abfallenden Hang des Kiels (942 m), ab.
Viele Topasfundstücke des Schneckensteins kann man heute im Topaszimmer des Mineralienzentrums in Schneckenstein betrachten. Die Topase fanden im 18. Jahrhundert Verwendung in königlichen Schmuckstücken, unter anderem wurde die Krone von Sophie Charlotte zu Mecklenburg-Strelitz, die anlässlich ihrer Krönung 1761 mit König Georg III. angefertigt wurde, mit 485 Topasen vom Schneckenstein verziert.

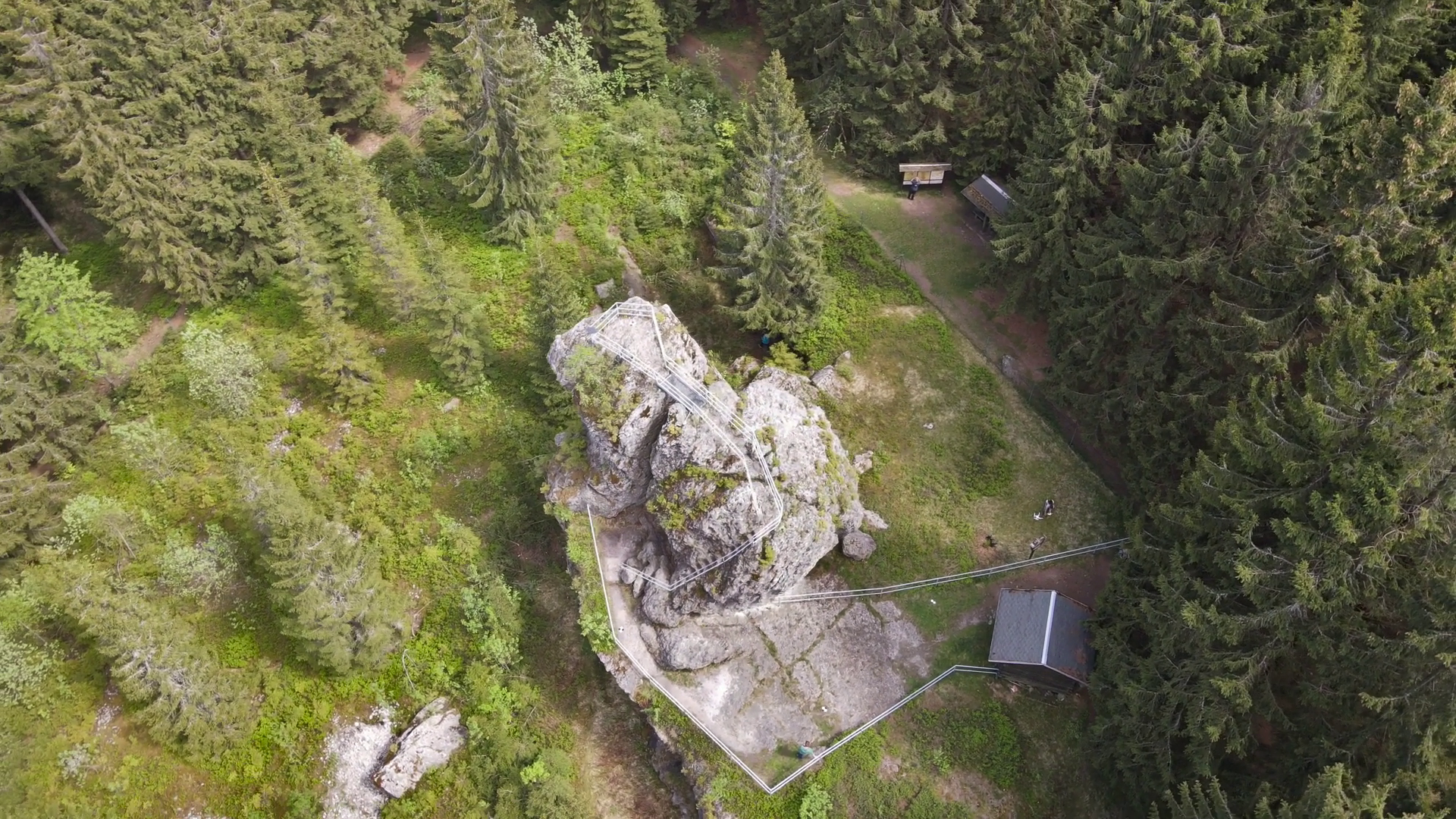
Luftbildaufnahme (Drohne) des Schneckensteins im Juni 2021
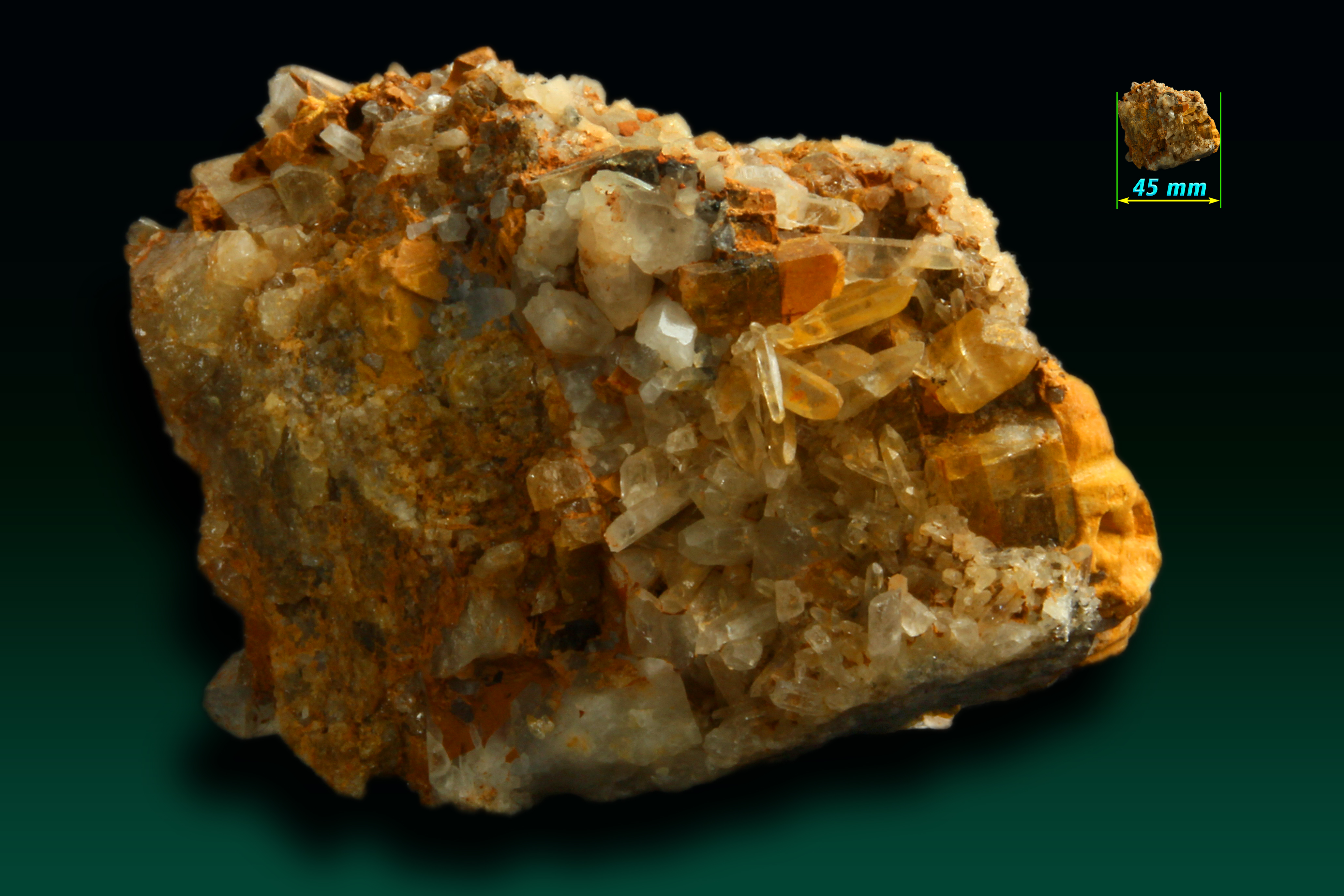
Schneckenstein-Topas auf Quarz
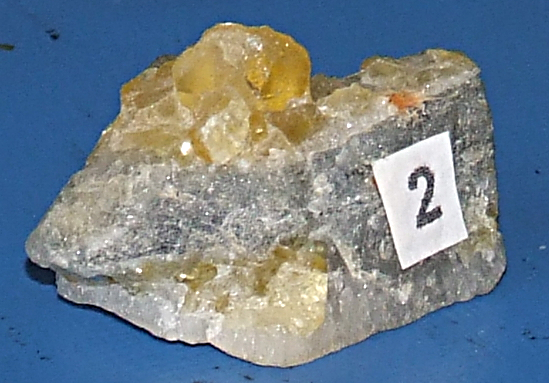
Schneckenstein-Topas
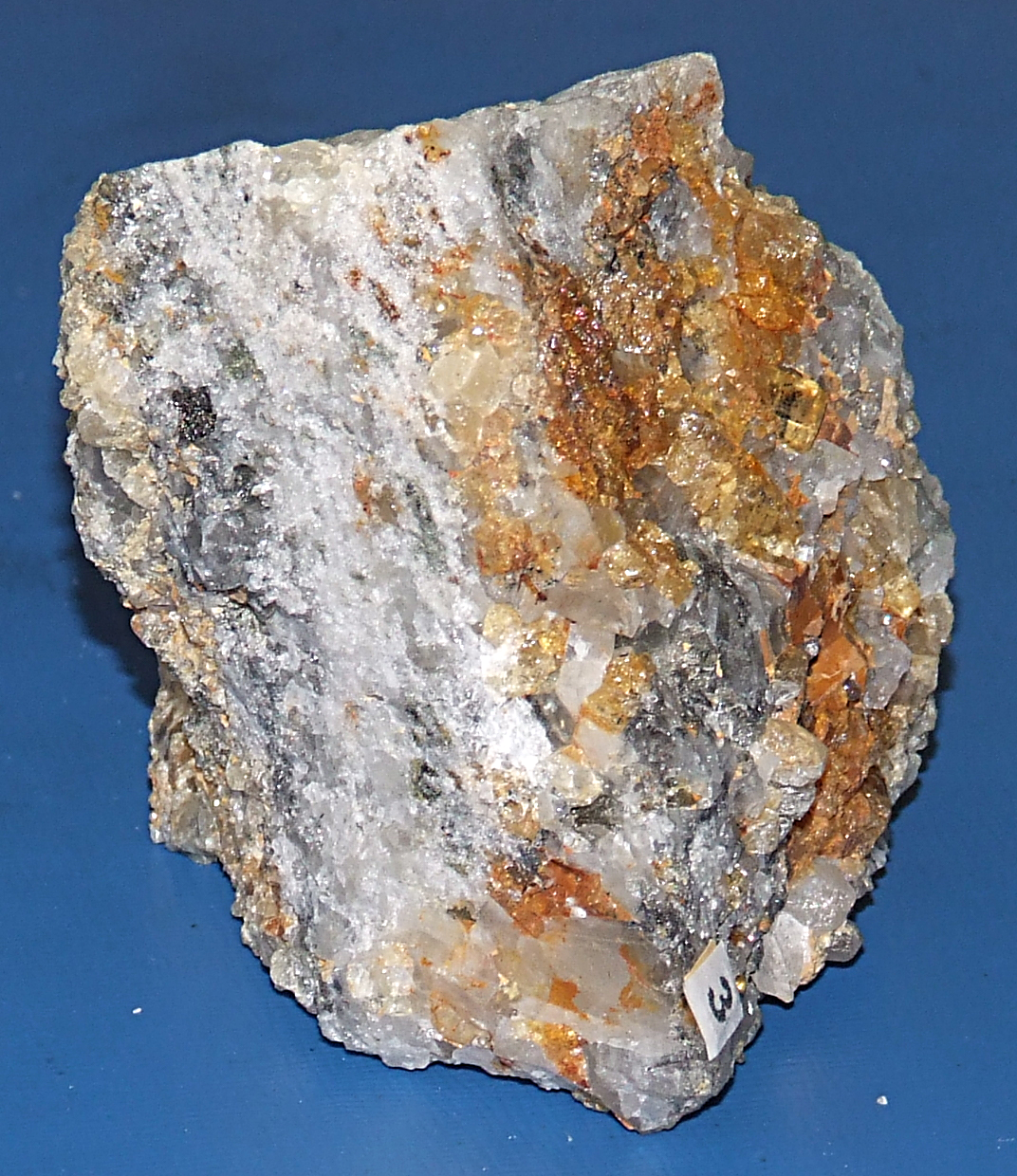
Topas-Turmalin-Brekzie